# O Espelho Dos Mártires

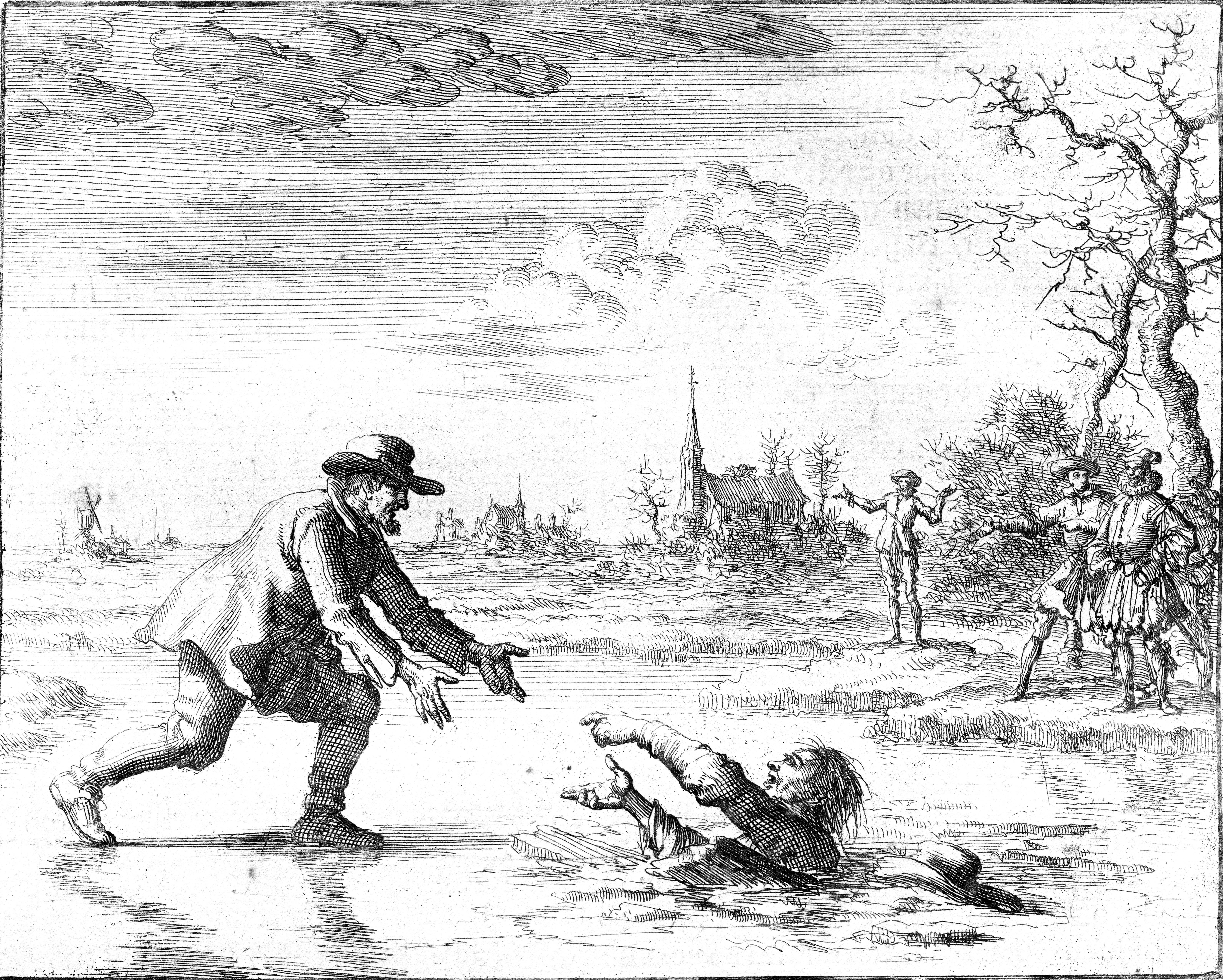
Em 1569, Dirk Willems resgata seu perseguidor. Logo após, Dirk foi preso, condenado por "heresia" e queimado na fogueira. Ilustração de Jan Luyken, para o Espelho dos Mártires.

O Espelho dos Mártires ou Cenário Sangrento é um livro de Thieleman J. van Braght, publicado em 1660 em holandês, que documenta as declarações de fé, histórias e testemunhos dos mártires cristãos, especialmente os anabatistas pacifistas.
O livro inclui resumos das histórias de martírio dos doze apóstolos e de vários cristãos dos três primeiros séculos. A obra também expõe amplamente narrativas e documentos sobre anabatistas pacifistas dos séculos XVI e XVII, perseguidos e martirizados pelas autoridades católicas e protestantes.
Depois da Bíblia, este livro ocupa um lugar de destaque nas casas dos menonitas.

## Traduções
Em 1745, o líder menonita dos Estados Unidos, Jacob Gottschalk, acordou com a Igreja da Irmandade realizar a tradução do livro do holandês para o alemão. O trabalho foi feito por 15 pessoas durante três anos sendo concluído em 1749. A publicação tinha 1.512 páginas.
Em 1837, Edward Bean Underhill traduziu o livro do alemão para o inglês, com o patrocínio da Handsard Knollys Society da Inglaterra. Esta tradução foi reimpressa em 1853. Uma tradução diretamente do holandês para o inglês, feita por Joseph Sohm, foi publicada em 1886 sendo reimpressa várias vezes desde 1930.
No Brasil, uma versão foi publicada em 2009 pela editora Monte Sião.